# Józef Piłsudski

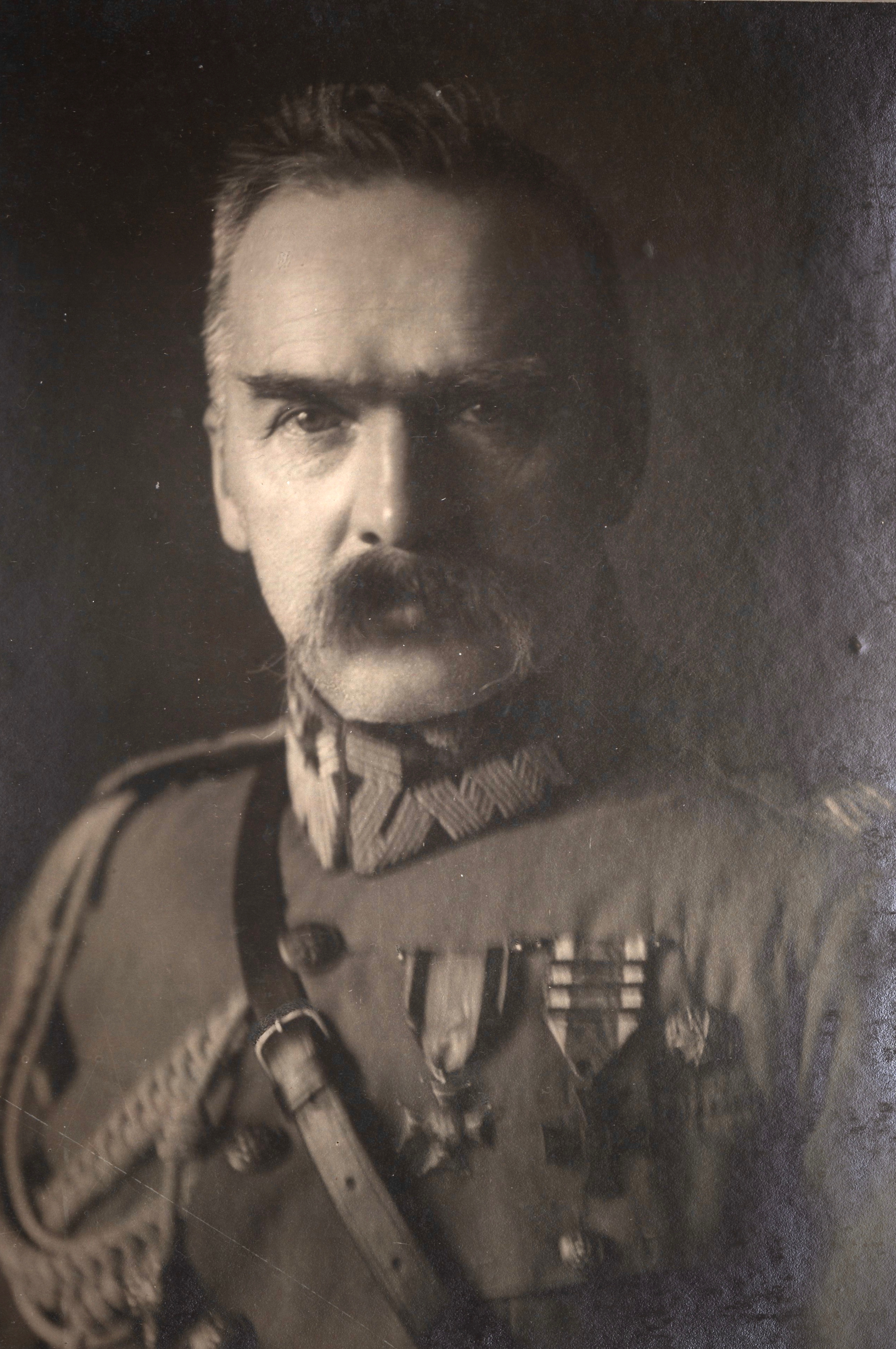
Józef Piłsudski

Józef Klemens Piłsudski ['juzεf piw'sutski] (anhörenⓘ) (* 5. Dezember 1867 in Zalavas (polnisch Zułowo), Gouvernement Wilna; † 12. Mai 1935 in Warschau) war ein polnischer Militär, Politiker und Staatsmann. Er kämpfte gegen die russische Herrschaft in Polen und war später Marschall der Zweiten Polnischen Republik. Von 1926 bis zu seinem Tod 1935 regierte er autoritär.

## Leben

### Anfänge
Piłsudski war eines von zwölf Kindern eines polnisch-litauischen Adligen und wurde im nahen Pabradė (polnisch Podbrodzie) getauft. Ab 1874 lebte die Familie in Vilnius (polnisch Wilno). Er sprach gut Litauisch.
Während seines Medizinstudiums in Charkiw wurde er Mitglied der radikal sozialistischen Organisation „Narodnaja Wolja“ („Wille des Volkes“) und 1885 aus politischen Gründen der Universität verwiesen, da er an Studentenprotesten teilgenommen hatte. Nachdem es ihm nicht gelungen war, sich an der Kaiserlichen Universität Dorpat zu immatrikulieren, kehrte er nach Wilna zurück.
Im Dezember 1886 reiste er zu seinem Bruder Bronisław nach St. Petersburg und beteiligte sich an der Vorbereitung eines Sprengstoffattentats auf Zar Alexander III. (1845–1894). Die Verschwörer wurden am 13. März 1887 verhaftet und in der Peter-und-Paul-Festung in St. Petersburg inhaftiert. Neben den Piłsudskis gehörte auch Lenins Bruder Alexander Uljanow zu der Gruppe. Józef Piłsudski wurde zu fünf Jahren Verbannung verurteilt und in das sibirische Kirensk deportiert.
Im Jahre 1892 beteiligte er sich an der Bildung der Polska Partia Socjalistyczna (PPS) und war ab 1893 führendes Mitglied der Partei innerhalb des Russischen Reichs. Ab 1894 übernahm er die Schriftleitung des PPS-Parteiblattes Robotnik (Der Arbeiter). Er wurde 1900 in Łódź verhaftet und im X. Pavillon der Zitadelle Warschau inhaftiert. Später floh er von St. Petersburg nach Krakau. Anschließend reiste er 1904 nach Japan, um dort Hilfe für einen polnischen Aufstand zu erhalten.
Die Anhänger Piłsudskis konnten sich einzig in den polnischsprachigen Gebieten von Österreich-Ungarn namentlich Galizien und Österreichisch-Schlesien ungehindert organisieren. Entsprechend stellte Piłsudski ab Beginn des Jahres 1908 Schützenverbände auf.

### Erster Weltkrieg

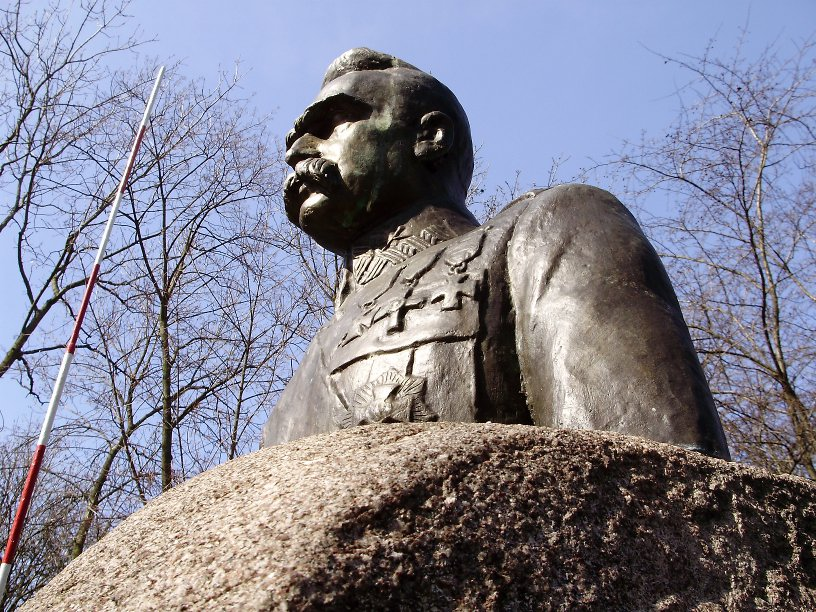
Denkmal von Józef Piłsudski in Turek, Bronzeplastik von Józef Gosławski

Den Ersten Weltkrieg versuchte Piłsudski für die Gewinnung der Eigenstaatlichkeit Polens zu nutzen. Am 6. August 1914 überschritten von ihm geführte Freischärler die galizische Grenze nach Russisch-Polen und besetzten die Stadt Kielce. Am 27. August führte Piłsudski seine Kämpfer als Polnische Legion in die k.u.k.-Armee. Ab Dezember 1915 leitete er das öffentliche Zentrale Nationalkomitee sowie die verdeckte, illegale Militärorganisation Polska Organizacja Wojskowa (POW). Piłsudski musste im Verlauf seiner Kooperation mit den Mittelmächten feststellen, dass diese seine Ziele eines unabhängigen polnischen Staates nicht glaubwürdig unterstützten. Infolgedessen trat er im Juli 1917 aus dem im Januar gebildeten „Provisorischen Staatsrat im Königreich Polen“ (Tymczasowa Rada Stanu w Królestwie Polskim; Piłsudski war in diesem Vertreter für militärische Fragen) aus und verweigerte zusammen mit seinen Soldaten den Eid auf den deutschen Kaiser Wilhelm II., womit die Eidkrise ausgelöst wurde. Die folgende Festungshaft in Magdeburg stärkte Piłsudskis Ansehen als nationaler Führer innerhalb der polnischen Bevölkerung.
Von Magdeburg aus ernannte er Edward Rydz-Śmigły Anfang 1918 zum Chefkommandanten der POW. In den Wirren der Novemberrevolution wurde entschieden, ihn in Begleitung von Harry Graf Kessler nach Berlin und von dort mit dem Zug nach Warschau zu bringen, wo er von der Bevölkerung begeistert empfangen wurde.

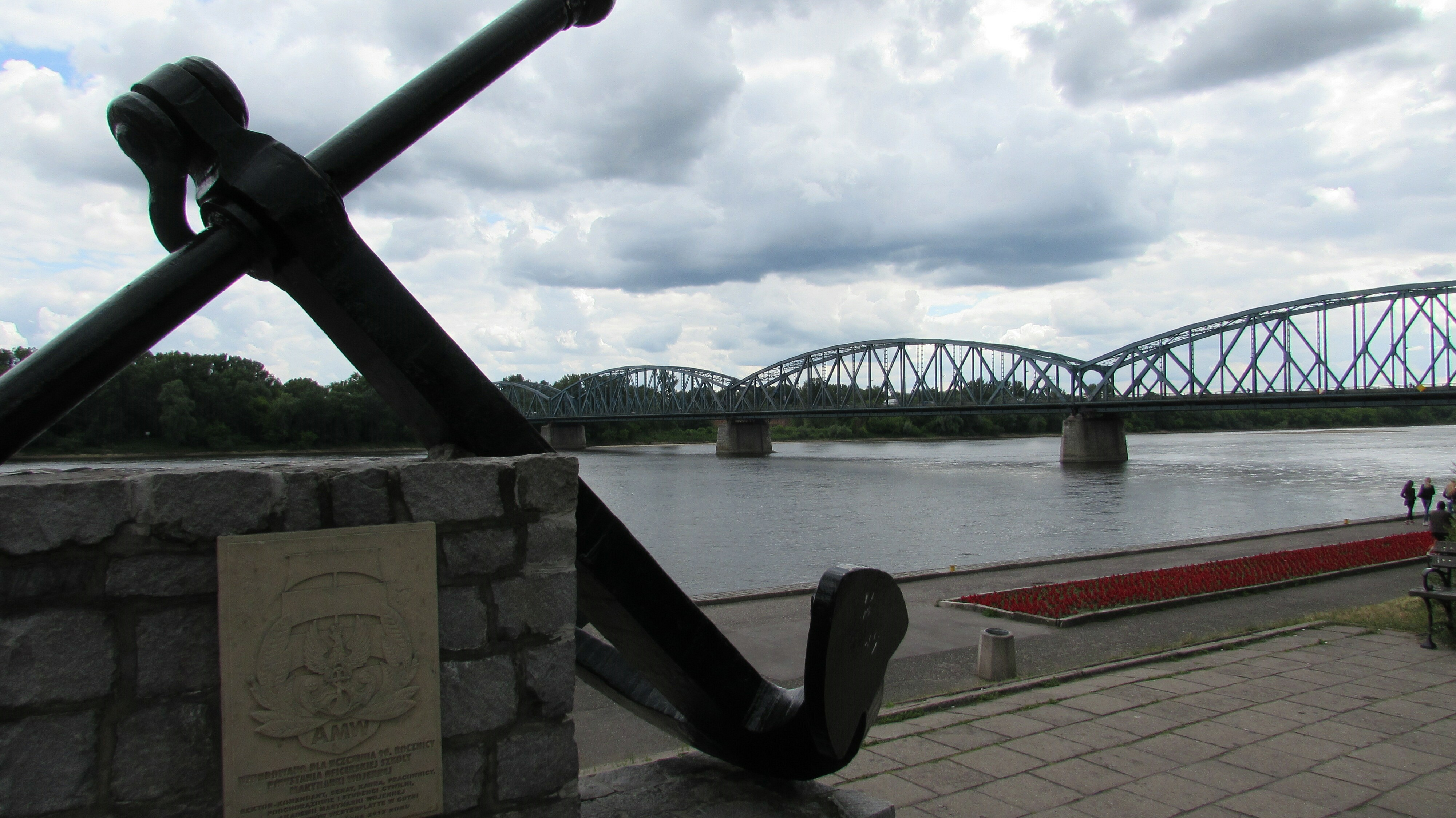
Nach Józef Piłsudski benannte Weichsel-Brücke in Toruń

### Staatschef des unabhängigen Polens

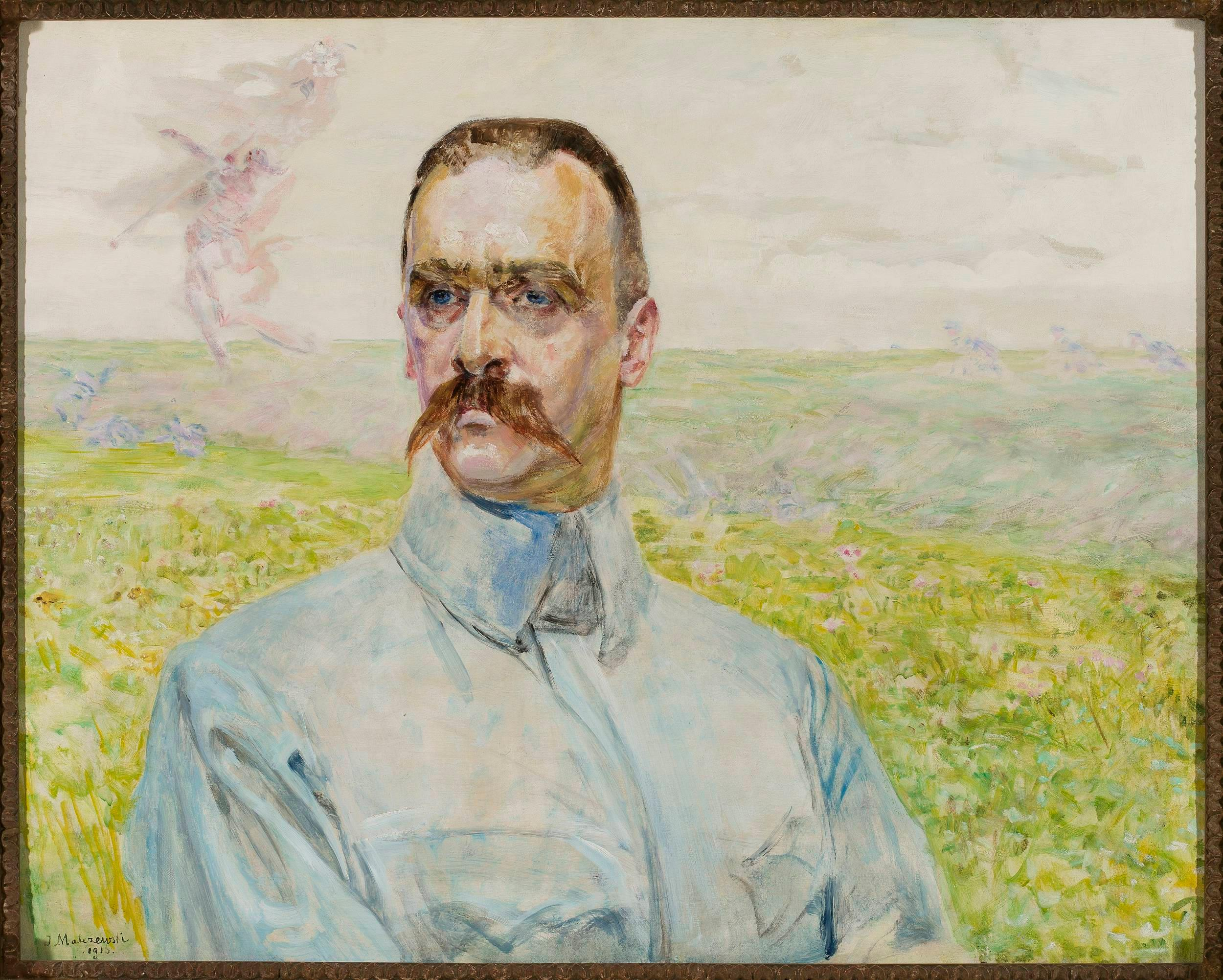
Józef Piłsudski, Porträt von Jacek Malczewski, 1916

Am Ende des Krieges, am 11. November 1918, übertrug der Regentschaftsrat Piłsudski den Oberbefehl über die polnischen Truppen und kurz danach die Führung des polnischen Staates. Das bestätigte der Verfassungsgebende Sejm am 20. Februar 1919 mit der Erhebung Piłsudski zum Naczelnik Państwa. Er verfolgte das Ziel der Wiederherstellung der Grenzen aus der Zeit vor den Teilungen Polens, auch weit über die Grenzen des polnischen Siedlungsgebietes hinaus. Durch diese Politik kam es zunächst zur durch den Versailler Vertrag festgelegten Integration von Großpolen sowie zum Krieg mit Sowjetrussland und zum Krieg mit Litauen wegen des von beiden Seiten beanspruchten Gebietes um Wilna/Vilnius (Mittellitauen).
Nach anfänglichen Erfolgen im Bündnis mit dem ukrainischen Präsidenten Symon Petljura erlitt das polnische Heer unter Piłsudski starke Verluste. Die Entscheidung fiel bei dem „Wunder an der Weichsel“ in der Schlacht bei Warschau, in der es Piłsudski im August 1920 gelang, die bis vor die Tore Warschaus vorgedrungene Rote Armee durch ein riskantes Zangenmanöver nahezu vollständig zu vernichten. Am 18. März 1921 unterzeichneten Polen und Sowjetrussland den Friedensvertrag von Riga, in dem sie die Grenze so festlegten, dass auch Gebiete, die nicht mehrheitlich von Polen bewohnt waren, Teil des polnischen Staates wurden. Trotzdem verblieb eine größere Zahl von Polen außerhalb des neuen Staatsgebiets.
Auch gegenüber Litauen setzte sich Piłsudskis Politik durch. Obwohl Polen im Vertrag von Suwałki (7. Oktober 1920) auf den größten Teil des strittigen Gebiets von Wilna (Vilnius) mit seiner polnischen Bevölkerungsmehrheit verzichtet hatte, eroberten schon zwei Tage später polnische Truppen unter General Lucjan Żeligowski im Handstreich die Stadt. Nachdem die Stadtverordnetenversammlung den Anschluss an Polen am 20. Februar 1922 gebilligt hatte, wurde er am 20. April 1922 endgültig vollzogen. Fortan befanden sich Polen und Litauen in einem latenten Kriegszustand.
Nach dem Inkrafttreten der März-Verfassung musste Piłsudski mit der Wahl und Vereidigung des ersten Staatspräsidenten Gabriel Narutowicz im Dezember 1922 seinen Staatschefposten räumen und behielt nur noch militärische Funktionen. 1923 bildete Premierminister Wincenty Witos eine neue Regierung. Marschall Piłsudski, dessen Macht als Vorsitzender des Engen Kriegsrates (Ścisła Rada Wojenna) beschnitten wurde, trat als Generalstabschef zurück und zog sich in sein Landhaus in Sulejówek bei Warschau zurück. In Interviews, Reden und Schriften setzte er seine Angriffe auf die nationaldemokratische Regierung Polens fort.

### Maiputsch

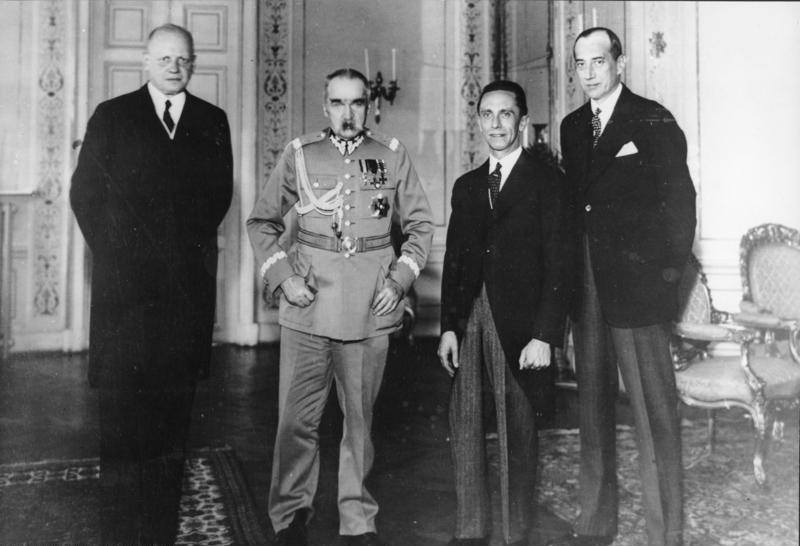
Piłsudski am 15. Juni 1934 während eines Empfanges in Warschau. V. l. n. r.: deutscher Gesandter in Warschau Hans von Moltke, Marschall Piłsudski, Joseph Goebbels und der polnische Außenminister Oberst Józef Beck, Aufnahme aus dem Bundesarchiv

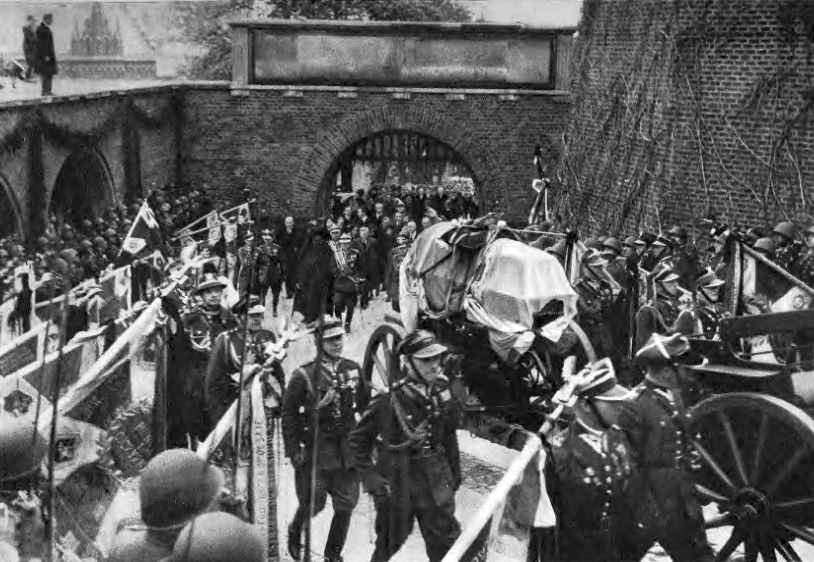
Trauerzug mit dem Sarg Piłsudskis in Krakau 1935

Die nächsten Jahre waren von der wachsenden Korruption, Ämterstreitigkeiten unter den häufig wechselnden, instabilen Regierungen und wirtschaftlichen Krisen geprägt. Nach der Ablehnung einer Regierungsbildung mit Aleksander Skrzyński als Premierminister durch Staatspräsident Stanisław Wojciechowski entschlossen sich die Anhänger Piłsudskis im Militär zu einem Staatsstreich. Im Mai 1926 zwang er an der Spitze ihm ergebener Regimenter den Staatspräsidenten und das Kabinett Witos zum Rücktritt. Piłsudski wurde erneut von der Nationalversammlung zum Staatsoberhaupt gewählt, verzichtete aber auf die weitere Präsidentschaft und überließ das Amt seinem treuen Kandidaten Ignacy Mościcki. In der Folge beherrschte Piłsudski das Land in wechselnden Funktionen, unter anderem als Verteidigungsminister.

### Starker Mann der Zweiten Republik

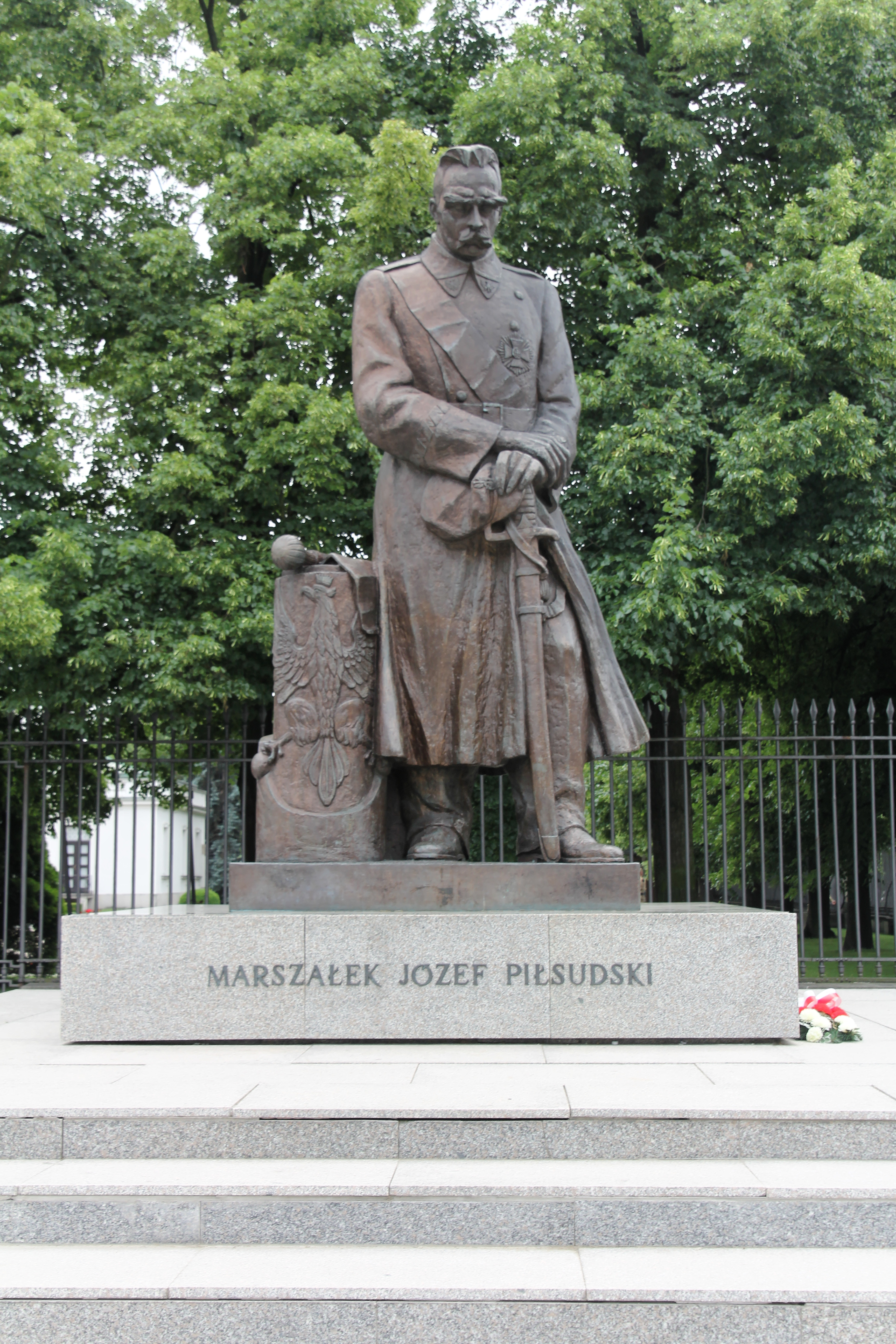
Denkmal vor dem Belvedere in Warschau

In seiner späten Lebenszeit bemühte er sich um eine Sicherung der polnischen Staatsgrenzen und eine Stabilisierung des Landes nach innen („Sanacja“, also „Genesung“ des Staates). Die politische Opposition konnte zwar an Wahlen teilnehmen, wurde aber mit teils polizeistaatlichen Mitteln bekämpft (Inhaftierungen von Mitgliedern der Bauernpartei und von Nationaldemokraten sowie Wincenty Witos). Widerstand der ukrainischen und belarussischen Minderheiten im Osten wurde mit polizeilichen Methoden unterdrückt. Antisemitismus spielte hingegen in der Politik Piłsudskis keine Rolle.
Außenpolitisch trat er für eine Verständigung mit Deutschland, weitestgehende politische Unabhängigkeit und gegen jede Zusammenarbeit mit der Sowjetunion ein. Dennoch wurde 1932 ein polnisch-sowjetischer Nichtangriffspakt unterzeichnet. Frankreich soll zweimal, im März/April und im Herbst 1933, einen von Piłsudski vorgeschlagenen Präventivkrieg gegen das sich gerade etablierende NS-Regime in Deutschland abgelehnt haben. Der polnisch-US-amerikanische Historiker Piotr Wandycz bezeichnet die Meldungen über solche Pläne als Gerüchte („rumours“), die nach dem Austritt Deutschlands aus dem Völkerbund in Europa kursierten. Am 26. Januar 1934 folgte ein deutsch-polnischer Nichtangriffspakt, um so Polen von beiden Seiten abzusichern. Gleichzeitig wurden die Beziehungen mit Frankreich und dem Vereinigten Königreich weiter vertieft.

### Ostföderation
Piłsudski hing dem Konzept einer Ostföderation an, die das Baltikum, die Ukraine und den Kaukasus umfassen sollte. Dazu sollte die Sowjetunion zurückgedrängt werden. So notierte Alfred Rosenberg am 29. Mai 1934 in seinem Tagebuch: „Warschau sammelt alle Randvölker von Finnland bis zur Türkei, Piłsudski wartet nur darauf, Russland eins zu versetzen.“ Und Josef Stalin schrieb am 1. September 1930 an Molotow „Die Polen schmieden ganz sicher (wenn sie es nicht schon getan haben) einen Block der baltischen Staaten (Estland, Lettland, Finnland), um Krieg gegen die UdSSR zu führen.“

### Deutsch-Polnischer Feldzug
Laut Rolf-Dieter Müller gab es Bestrebungen für einen deutsch-polnischen Feldzug gegen die Sowjetunion. 1935 erschienen die vierbändigen Erinnerungen und Dokumente Piłsudskis in Deutschland, dazu eine Anfang 1937 erschienene limitierte Prachtausgabe für die Prominenz beider Staaten, darunter die Spitzen der deutschen Industrie und hohe Militärs. Dies zeigt nach Müller, dass es Hitler durchaus Ernst mit einem gemeinsamen Krieg gegen die Sowjetunion gewesen sei. Im Mai 1934 legte Alfred Rosenberg ein Memorandum an für einen deutsch-britisch-polnischen Interventionskrieg gegen die Sowjetunion, die Briten sollten dabei ihre Erdölinteressen in Südrussland durchsetzen können. Ende Januar 1932 reiste Hermann Göring nach Polen und traf sich mit Piłsudski. Dort schlug er ihm nach einer Aufzeichnung des polnischen Staatssekretärs Szembek vom 10. Februar 1935 „ein antirussisches Bündnis und einen gemeinsamen Marsch auf Moskau“ vor und dass die Ukraine polnisches Einflussgebiet sein werde. Im ersten Heft Anfang 1935 der „Ostraum-Berichte“ definierte man das Gebiet zwischen Rhein und Ural, Finnland und Persien als „Ostraum“, man sprach dabei von einer „deutsch-polnischen Raumgemeinschaft im Gesamt-Ostraum“.
Nach eigenen Angaben verfügte die sowjetische Seite über Geheimdienstinformationen, dass die deutschen Truppen das polnische Territorium nicht betreten, sondern im Norden durch das Baltikum und im Süden über die Donauländer vorbeistoßen sollten.

### Privatleben

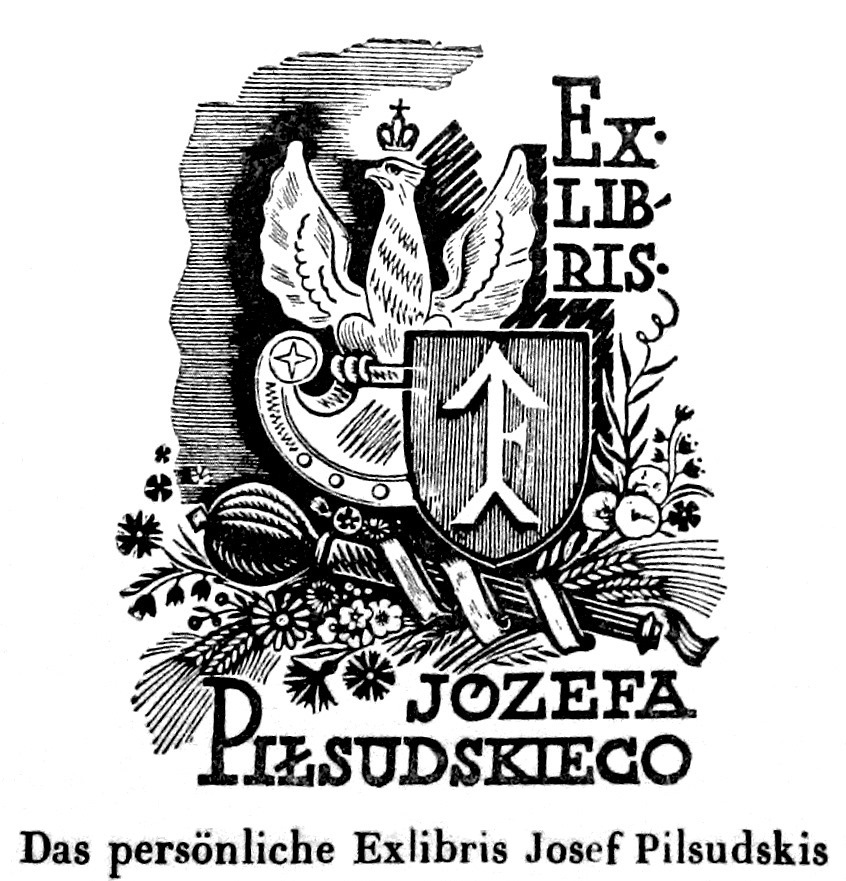
Das persönliche Exlibris Józef Piłsudskis.

Das Privatleben Piłsudskis war von materieller Bescheidenheit geprägt. Verheiratet war er in erster Ehe mit Maria Juszkiewicz (1865–1921). Da diese geschieden war, trat er vor der Eheschließung in Paproć Duża bei Łomża zur evangelisch-lutherischen Kirche über. Während des Ersten Weltkrieges kehrte er zur römisch-katholischen Kirche zurück. Mit seiner späteren Gefährtin Aleksandra Szczerbiński (1882–1963) hatte er zwei Töchter, Wanda (1918–2001) und Jadwiga (1920–2014). Er heiratete Aleksandra erst nach dem Tod der ersten Ehefrau.

### Tod und Begräbnis
Piłsudski starb am 12. Mai 1935 an Leberkrebs im Warschauer Belvedere. Sein Leichnam wurde in der Krypta der Wawelkathedrale in Krakau beigesetzt. Piłsudski hatte testamentarisch verfügt, dass sein Herz auf dem Rasos-Friedhof in Wilna die letzte Ruhe finde. Die Herzbestattung fand ein Jahr nach Piłsudskis Tod statt: „Generäle der polnischen Armee trugen die Urne mit dem Herzen in einer schlichten Sänfte.“ Gleichzeitig wurde seine Mutter beigesetzt.

## Ehrungen
Die polnische Reederei Gdynia America Line benannte ihren 1935 in Dienst gestellten Ozeandampfer Piłsudski nach ihm.
2002 entstand das Reiterstandbild Josef Pilsudski in Lublin.
Im Salzbergwerk von Wieliczka befindet sich ein Pilsudskidenkmal aus Steinsalz.
In Włocławek verläuft der Marschall-Józef-Piłsudski-Boulevard.
Das Piłsudski-Institut in London trägt seinen Namen. Im Jahr 2017 wurde die erste der von der polnischen Regierung neu angeschafften Regierungsmaschinen vom Typ Boeing 737-800 nach ihm benannt. Im Februar 2021 wurde das Piłsudski-Museum in Sulejówek (am Rand von Warschau) eröffnet.

### Zeitdokumente
- Anton Loeßner: Josef Piłsudski : eine Lebensbeschreibung auf Grund seiner eigenen Schriften. Hirzel, Leipzig 1935 (Digitalisat auf Internet Archive).

### Sachbücher
- Marian Kamil Dziewanowski: Joseph Pilsudski. A European Federalist 1918–1922. Stanford 1969, ISBN 0-8179-1791-8.
- Heidi Hein-Kircher: Der Piłsudski-Kult und seine Bedeutung für den polnischen Staat 1926–1939. Marburg 2001, ISBN 3-87969-289-0.
  - polnische Ausgabe: Kult Piłsudskiego i jego znaczenie dla państwa polskiego 1926–1939. übersetzt von Zdzisław Owczarek. Warschau 2008, ISBN 978-83-7543-070-7.
- Peter Hetherington: Unvanquished. Joseph Pilsudski, resurrected Poland, and the Struggle for Eastern Europe. Houston 2012, ISBN 978-0-9836563-1-9.
- Wacław Jędrzejewicz: Pilsudski. A Life for Poland. New York 1991, ISBN 0-87052-747-9.
- Christoph Kotowski: Die „moralische Diktatur“ in Polen 1926 bis 1939. Faschismus oder autoritäres Militärregime? München 2011, ISBN 978-3-656-13544-9.
- Holger Michael: Marschall Józef Piłsudski 1867–1935. Schöpfer des modernen Polens. Bonn 2010, ISBN 978-3-89144-432-0.
- Wolfgang Templin: Revolutionär und Staatsgründer. Józef Piłsudski – Eine Biografie. Ch. Links, Berlin 2022, ISBN 978-3-96289-152-7.